# Gerenciadores de comunidades online
Gerente (português brasileiro) ou Gestão (português europeu) de comunidades online cria, desenvolve, e administra comunidades on-line, realizando a gestão de comunidade, muitas vezes em torno de uma marca ou de uma causa.
Segundo a Community Manager School (plataforma referência no Brasil, liderada por o especialista Emiliano Agazzoni) existe uma grande confusão sobre os cargos, ele diz o seguinte: “Existe uma enorme confusão aí fora sobre o que faz um Community Manager e como sua função se inter-relaciona com as funções de um gerente de redes sociais. Muita gente pensa, inclusive, que se trata de um cargo só. Que é a mesma coisa. O mais importante é que você saiba que não é” 
Um Gerente de Comunidade (ou Community Manager) é responsável por sustentar, acrescentar e, de certa forma, defender as relações da empresa com seus clientes em âmbito digital, graças ao conhecimento das necessidades e dos planejamentos estratégicos da organização e dos interesses dos clientes. A ocupação se ascendeu à origem das comunidades virtuais "The well" e logo seguiu tendo relevância em âmbito das listas de distribuição, grupos de notícias e foros web.
As funções de um Community Manager (ou Gerente de Comunidade) são, entre outras, criar, analisar, entender e direcionar a informação produzida para as redes sociais, monitorizando as ações que se executam e criando estratégias de comunicação digital com um único objetivo que é estabelecer uma comunicação que longe de silenciar, censurar ou ignorar seus clientes, seja transparente, aberta e honesta, acercando novos públicos afins com a marca, permitindo fortalecer as possibilidades de um novo modelo de "inovação aberta", oferecendo assim novas formas de comunicação mais relevante onde o cliente se sinta parte ativa da empresa.
O termo Community Manager é traduzido do inglês como gerente de comunidades. Existem diversas comunidades online em todos os cantos. Um gerente de comunidades é a pessoa responsável por construir, manter e engajar as comunidades online – sejam elas sobre o que forem. Grandes empresas como Nike, Nubank e Facebook, por exemplo, já viram a grande importância de contar com a ajuda de um Community Manager para gerenciar uma grande comunidade online e, assim, conseguir criar relacionamento com seus clientes. 

## História
As origens do termo (on-line) gerenciador de comunidade possuem suas raízes na indústria de jogos de computador com o advento de MMORPG em 1995. Suas funções se expandiram para incluir uma ampla variedade de competências e de habilidades, incluindo a gestão de mídia social, marketing, relações públicas e serviço apoio ao cliente. O gerenciamento de comunidades de jogos, muitas vezes, inclui o suporte de comunicação aberta entre o colaborador e a comunidade de jogadores. No núcleo, a gestão de comunidade abrange um pouco de cada um deles, mantendo seu núcleo princípio - assegurar uma comunicação aberta entre o desenvolvedor e a comunidade.
Enquanto o termo "gerenciador de comunidade online"  talvez não tenha sido usado até o momento, seu papel também existe desde os primeiros sistemas on-line os quais começaram a oferecer recursos e funções que permitiram a criação de comunidades. Estes esforços iniciais, na forma de sistemas de bbs, tinha líderes conhecidos como operadores de sistema ou Administradores. O início da década de 1990 houve o crescimento do mainstream on-line serviços de informática, tais como CompuServe e America Online. Características proeminentes desses serviços incluídos de comunidades, já tiveram vários nomes; Grupos de Interesse, Comunidades de Interesse e assim por diante. E seus líderes foram muitas vezes referidos como gerenciador de comunidade.

## Funções gerais
Gerenciadores de comunidades on-line podem possuir várias funções, dependendo da natureza e do propósito da sua comunidade online, que pode ou não ser motivado por parte do lucro da empresa. Patti Anklam, afirmou que "Cada rede tem um propósito subjacente" e motivações para criação de tal rede inclui; Missão, Negócio, Ideia, de Aprendizagem ou Pessoal.
Ela diz que tais líderes possuem uma visão coletiva, criam e gerenciam relacionamentos e administram processos colaborativos. Anklam não distingui uma diferença fundamental para estas funções relacionadas com os diferentes fins de  criação de rede (ex. comunidade).
A lista seguinte nos oferece um resume das principais tarefas e/ou funções que um Gerenciador de Comunidade deve levar em conta em seu dia dia para cumprir com os objetivos de seu plano de trabalho.
- Escutar: O Gerenciador de Comunidade deve buscar diálogos sobre a empresa, produto ou serviço de onde trabalha, com a finalidade de conhecer a percepção que se tem a respeito; alguns pontos chave que se deve ter em conta são: a competência, o mercado e a opinião dos usuários
- Extrair: Uma vez que se obtêm a informação escutando, se analisa sua procedência e o impacto que se tem a respeito da empresa, produto ou serviço que está representando; com a finalidade de avaliar e gerar conteúdo de qualidade.
- Transmitir: O reporte permite fazer chegar a informação depurada e objetiva aos demais departamentos da empresa, referente ao serviço, produto ou a mesma empresa que foi objeto de analise, com a intenção de que todos os colaboradores conheçam a situação que se está presenciando e lhes permita tomar decisões com maior conhecimento do problema,e assim gerar a estratégia a implementar.
- Explicar: Uma vez que a estratégia já foi definida, é o momento de transmitir a mensagem a comunidade nas diferentes redes sociais. É muito importante que o responsável pela comunidade saiba como conduzir a mensagem, já que a partir deste momento suas ações nas redes sociais se convertem na voz da empresa.
- Conversar: É importante manter ativa a relação entre as pessoas que constituem a comunidade; falar e responder ativamente aos diferentes questionamentos, observações e participações das pessoas; permitirá retroalimentar o processo de escutar sobre o produto ou serviço que se oferece.
- Compartir: O conteúdo é a chave do sucesso. Selecionar conteúdos de interesse e os compartir com a comunidade é primordial para manter os usuários ativos e interessados. Esses conteúdos devem fazer referência ao objetivo que se pretende transmitir, com o propósito de posicionar nos participantes a ideia central da empresa, produto ou serviço que promove.
- Analisar: Medir, quantificar e qualificar será a melhor forma de averiguar se estão cumprindo os objetivos como se planejaram na estratégia, ou seja, o Gerenciador de Comunidade realizará a busca e o controle das atividades que acontecem nas redes sociais, para determinar o alcance que se tem no cumprimento dos objetivos.

## Encargos profissionais
Gerenciadores de comunidades estão envolvidos na industria de jogos de computador, comunidades on-line de marcas, blogs corporativos, marketing de mídias sociais e atividades de pesquisa. Suas funções vem se expandido, incluindo uma variedade de responsabilidades e um conjunto de habilidades envolvendo gerenciamento de mídias sociais, marketing, relações públicas e serviço de apoio ao cliente. O gerenciamento de comunidades de jogos, muitas vezes, inclui o suporte de comunicação aberta entre o colaborador e a comunidade de jogadores.

### Cultura e contemplação
Em 2010, o Dia Internacional da Contemplação do Gerenciador de Comunidade foi elegido na 4.ª segunda-feira de Janeiro. As pessoas são encorajadas a mandar sinceras notas de agradecimentos aos seus Gerenciadores de Comunidades On-line.